# Ambatofitorahana
Ambatofitorahana est une commune rurale malgache située dans la partie sud-est de la région d'Amoron'i Mania.